# Erebus intermedia
Erebus intermedia är en fjärilsart som beskrevs av Arnold Pagenstecher 1900. Erebus intermedia ingår i släktet Erebus och familjen nattflyn. Inga underarter finns listade i Catalogue of Life.

## Bildgalleri

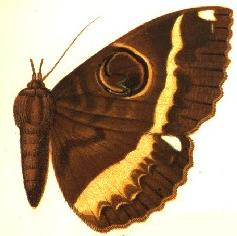